# Station Tambak
Tambak is een spoorwegstation in de Indonesische provincie Midden-Java.